# 大薮義章

大薮 義章（おおやぶ よしあき、1970年8月 - ）は日本の建築家、都市計画家。一級建築士。

## 略歴
大阪府生まれ。1989年（平成元年）大阪府立高津高等学校卒業。1996年に関西大学工学部を卒業後、歌一洋建築研究所に入所した。2002年に大薮義章建築計画所設立。

## 受賞歴
- 2004年 - 第21回住まいのリフォームコンクール　最優秀賞－国土交通大臣賞
- 2007年 - Good Design Award 2007  グッドデザイン賞
- 2008年 - 第3回木質建築空間デザインコンテスト最優秀賞
- 2009年 - AR Awards for Emerging Architecture 2009 受賞 (ｲｷﾞﾘｽ)
- 2011年 - International Architecture Awards 2011 受賞 (ｱﾒﾘｶ)
- 2011年 - Design for Asia Award　Grand Award 最優秀賞 (ﾎﾝｺﾝ)
- 2012年 - Daylight Spaces Award　Winner 最優秀賞 (ｵｰｽﾄﾘｱ)

## 主な作品
- URBAN WOODS
- OPEN ARCHITECTURE
- STEP-WELL HOUSE
- Double House
- NP bldg
- soho T
- tsutsumi
- unagikouji